# Lumefantryna
Lumefantryna – organiczny związek chemiczny, lek przeciwmalaryczny.